# Эфрон, Сергей Яковлевич
Серге́й Я́ковлевич Эфро́н (29 сентября [11 октября] 1893, Москва, Российская империя — 16 октября 1941, Москва, СССР) — публицист, литератор, офицер Белой армии, марковец, первопоходник, агент НКВД. Муж Марины Цветаевой. По возвращении в Москву был арестован и в 1941 году расстрелян. Реабилитирован посмертно.

## Биография
Я с вызовом ношу его кольцо!

— Да, в Вечности — жена, не на бумаге! —

Чрезмерно узкое его лицо

Подобно шпаге.

Безмолвен рот его, углами вниз,

Мучительно-великолепны брови.

В его лице трагически слились

Две древних крови.

Он тонок первой тонкостью ветвей.

Его глаза — прекрасно-бесполезны! —

Под крыльями раскинутых бровей —

Две бездны.

В его лице я рыцарству верна,

— Всем вам, кто жил и умирал без страху! —

Такие — в роковые времена —

Слагают стансы — и идут на плаху.

Семья и ранние годы
Родился в семье бывших народовольцев — домовладелицы Елизаветы Петровны Эфрон (в девичестве Дурново, 1855—1910) и подольского Московской губернии купца второй гильдии Якова Константиновича (Калмановича) Эфрона (первоначально Ефрон, 1854—1909).
Яков Константинович Эфрон родился в еврейской семье в Ковно, где его отец был строительным подрядчиком. Одним из его братьев был известный прозаик и драматург Савелий Константинович (Шеель Калманович) Эфрон (литературный псевдоним С. Литвин; 1849—1925). В юности был членом революционного общества «Земля и Воля». В воспоминаниях А. С. Эфрон высказана мысль о том, что в юности Яков Эфрон был причастен к убийству полицейского провокатора Н. В. Рейнштейна, однако современные исследователи отвергают эту гипотезу. В 1879 примкнул к «Чёрному переделу», где и познакомился с Елизаветой Петровной Дурново. После женитьбы на ней отошёл от революционной деятельности, посвятив себя семье. В 1892 году Я. К. Эфрон был причислен к купеческому сословию, открыл аптекарский магазин (провизором в котором служил его брат Николай Константинович Эфрон) в доме Голикова на Садово-Спасской улице; состоял инспектором страхового общества «Якорь». С 1893 года (с рождения Сергея Эфрона) семья жила в собственном доме Эфрона в Мыльном переулке, затем в выстроенном в 1905 году собственном доме Эфрон в Гагаринском переулке, № 29.
Елизавета Петровна Эфрон была дочерью гвардейского штаб-ротмистра Петра Аполлоновича Дурново, из известного дворянского рода, и Елизаветы Никаноровны Посылиной, из купеческого звания. В юности увлекалась Кропоткиным, была членом I Интернационала. В 1905 году вступила в партию эсеров. Дважды подвергалась аресту и заключению: в 1880 и в 1906 году. Была узницей Петропавловской крепости и Бутырской тюрьмы. После освобождения по состоянию здоровья до 1909 года жила с мужем в Москве; скончалась в 1910 году, повесившись после самоубийства сына Константина.
После смерти родителей Сергею Эфрону до наступления совершеннолетия был назначен опекун Указом Санкт-Петербургского Сиротского Суда «О назначении присяжного поверенного Э. В. Завадского опекуном над несовершеннолетним Эфроном Сергеем Яковлевичем». С подросткового возраста болел туберкулёзом, его душевное здоровье было также подорвано самоубийством матери. Окончил Поливановскую гимназию, учился на историко-филологическом факультете Московского университета. В 1910 году жил в Санкт-Петербурге на 9-й Рождественской улице, № 19.
В мае 1911 года, во время отдыха в Коктебеле, 17-летний Эфрон познакомился в знаменитом коктебельском «Доме поэта» Максимилиана Волошина с 18-летней Мариной Цветаевой. Как вспоминала сама Цветаева, она загадала Волошину, что выйдет замуж за того, кто угадает, какой её любимый камень. Сергей Эфрон в первый же день их знакомства откопал на пляже и принёс ей сердоликовую бусину — любимый камень Цветаевой. По одной из версий, Цветаеву привлекло созвучие имени Сергея Эфрона с Орфеем — персонажем любимой ею античной мифологии. Также на Цветаеву произвели впечатления благородные манеры и внешность Эфрона: по её словам, когда она впервые увидела Эфрона в белой рубашке на скамейке у моря, он был так неправдоподобно красив, что ей казалось «стыдно ходить по земле». В 1912 году, 29 января, когда Эфрону исполнилось 18 лет, он женился на Марине Цветаевой. Впоследствии у них родилось две дочери — Ариадна и Ирина. В письмах супруги всегда обращались друг к друг только на «Вы». В письме В. В. Розанову Цветаева писала о своём муже так:
Он очень болезненный, 16-ти лет у него начался туберкулёз … Если бы Вы знали, какой это пламенный, великодушный, глубокий юноша! Я постоянно дрожу над ним. От малейшего волнения у него повышается t°, он весь — лихорадочная жажда всего. Встретились мы с ним, когда ему было 17, мне 18 лет. За три — или почти три — года совместной жизни — ни одной тени сомнения друг в друге. Наш брак до того не похож на обычный брак, что я совсем не чувствую себя замужем ...Мы никогда не расстаёмся. Наша встреча — чудо …  Он — мой самый родной на всю жизнь. Я никогда бы не могла любить кого-нибудь другого, у меня слишком много тоски и протеста. Только при нём я могу жить так, как живу — совершенно свободная.
 По словам исследователей, героический образ мужа в творчестве Цветаевой напоминал романтическую легенду и, в значительной степени, был выдуман самой Цветаевой. Впоследствии Цветаева сожалела, что их встреча не переросла в дружбу, а закончилась ранним браком. В одном из писем она писала: «ранний брак (как у меня) вообще катастрофа, удар на всю жизнь».
В последующие годы, вплоть до революции, семья неоднократно проводила лето в Крыму на даче Волошина. В 1914—1917 годах Эфрон пишет рассказы, пробует играть в Камерном театре у Таирова, а также затевает собственное издательство «Оле-Лукойе», где выпускает книгу своих рассказов «Детство», сборники стихов Марины Цветаевой и другие книги. В 1913 году из эмиграции вернулся смертельно больной туберкулёзом старший брат Сергея Эфрона — Пётр Яковлевич Эфрон. Цветаева ухаживала за ним и между ними возник роман, однако летом 1914 года Пётр Эфрон умирает. В том же 1914 году начинается роман Цветаевой с Софией Парнок. Эфрон крайне болезненно воспринял роман жены, однако в итоге принял решение не вмешиваться в её отношения на стороне.
Первая мировая война, революция и Гражданская война
В 1914 году, с началом Первой мировой войны, неоднократно совершал попытки поступить добровольцем в армию, однако медицинские комиссии последовательно отклоняли его просьбу из-за слабого здоровья, в результате Эфрон отправляется на фронт в качестве медбрата. Однако, в конце концов, ему удаётся поступить в юнкерское училище, которое он окончил в 1917 году. 11 февраля 1917 командирован в Петергофскую школу прапорщиков для прохождения службы. Через полгода зачислен в 56-й пехотный запасной полк, учебная команда которого находилась в Нижнем Новгороде.
В октябре 1917 году участвовал в боях с большевиками в Москве, после поражения антибольшевистских сил перебирался на Дон, принимал участие в Белом Движении, в Офицерском генерала Маркова полку, участвует в Ледяном походе и обороне Крыма.
С началом Гражданской войны связь между Цветаевой и Эфроном прервалась и у них не было никаких сведений друг о друге, Эфрон не знал даже того, что в Москве от голода умерла его дочь Ирина.

До Цветаевой доходили слухи о смерти Эфрона. В одном из писем 1917 года она написала: 
«Если Бог сделает это чудо — оставит Вас в живых, я буду ходить за Вами, как собака». 
Через 20 лет, в 1939 году, отправляясь в СССР вслед за мужем, она дописала на старом письме 1917 года: «Вот и поеду. Как собака».

### В эмиграции
После окончания Гражданской войны, осенью 1920 года Эфрон в составе своей части эвакуировался в Галлиполи, затем переехал в Константинополь, в Прагу. Цветаева узнала о том, что её муж жив только в июне 1921 года, а первое письмо от него получила уже в июле. И только весной 1922 года она, вместе с дочерью Ариадной эмигрировала из России, переехав в Берлин, где и встретилась с мужем. В 1921—1925 — студент философского факультета Пражского университета. Член русской студенческой организации, союза русских писателей и журналистов.
В 1923 году начался роман Цветаевой с товарищем Эфрона, белоэмигрантом Константином Родзевичем. В 1925 году у Цветаевой родился сын Георгий («Мур») и многие считали, что отцом ребёнка является Родзевич, а не Эфрон. Эфрон вновь почувствовал себя лишним и искал возможности развестись с Цветаевой. В одном из писем Максимилиану Волошину он заявлял:

М<арина> — человек страстей. Гораздо в большей мере чем раньше — до моего отъезда. Отдаваться с головой своему урагану для неё стало необходимостью, воздухом её жизни. Кто является возбудителем этого урагана сейчас — неважно. Почти всегда (теперь так же как и раньше), вернее всегда всё строится на самообмане. Человек выдумывается и ураган начался … Громадная печь, для разогревания которой необходимы дрова, дрова и дрова. Ненужная зола выбрасывается, а качество дров не столь важно. Тяга пока хорошая — всё обращается в пламя. Дрова похуже — скорее сгорают, получше дольше. Нечего и говорить, что я на растопку не гожусь уже давно. Когда я приехал встретить М<арину> в Берлин, уже тогда почувствовал сразу, что М<арине> я дать ничего не могу.— Письмо С.Я. Эфрона — М.А. Волошину, 22 января 1924г.
После того как Эфрон сообщил Цветаевой о желании развестись она, по его словам, «две недели была в безумии», не спала ночами и похудела. В конце концов, Цветаева заявила, что не находит в себе сил развестись с Эфроном. Как она писала впоследствии в одном из своих писем, оставить Эфрона для неё «невозможно, причём, трагически невозможно». Эфрон тоже не ощущал твёрдой решимости разойтись. Разрешить ситуацию помог Родзевич, негативно отнёсшийся к рождению Мура и не желавший брать на себя какую-либо ответственность в отношениях. После его расставания с Цветаевой Эфрон и Цветаева переехали в Париж.
В Париже
В Париже семья жила в нищете, Цветаевой практически приходилось работать в одиночку из-за обострения туберкулёзной болезни у Эфрона. После нескольких лет в эмиграции Эфрон стал испытывать ностальгию по России, желание вернуться на родину становилось всё сильнее. Несмотря на сильную ностальгию, поначалу Эфрон продолжал верить в «Белую идею». Главным препятствием к примирению с большевиками он считал память о погибших товарищах. Однако, постепенно у Эфрона развился комплекс вины, чувство отчуждения, по его словам «мы воевали против своего народа». Ариадна Эфрон вспоминала, что отец часто был в депрессии, плакал, признавался что «запутался, как муха в паутине, и пути мне нет», а также заявлял: «я порчу жизнь тебе и маме». Несколько раз Эфрон заводил с Ариадной разговор о том, что ему лучше уйти из семьи и жить отдельно, однако она возражала.
Ещё в Праге Сергей Яковлевич организует Демократический союз русских студентов и становится соредактором издаваемого Союзом журнала «Своими путями». Он начинает интересоваться идеями евразийства, участвует в развитии евразийского движения, получившего широкое распространение среди российской эмиграции как альтернатива коммунизму. В 1926—1928 годах в Париже Эфрон работал соредактором близкого к евразийству журнала «Вёрсты». После его закрытия, в сентябре 1928, перешёл на работу в журнал «Евразия». Постепенно Сергей Яковлевич начинает примыкать к левой части движения, которая, по мере углубления раскола евразийства, всё лояльнее относилась к Советскому строю. В 1927 году Эфрон снялся во французском фильме «Мадонна спальных вагонов» (режиссёры Марко де Гастин и Морис Глэз), где сыграл роль заключённого-смертника в Батумской тюрьме, которая длилась лишь 12 секунд и во многом предвосхитила его собственную дальнейшую судьбу.
В 1929 году газета «Евразия» прекратила существование. Эфрон тяжело переживал закрытие газеты, вскоре у него начинается возобновление туберкулёзного процесса, он не может работать. После того как его состояние критически ухудшилось, Цветаева обратилась с призывом к эмигрантским кругам помочь собрать средства для госпитализации мужа в туберкулёзный санаторий. Деньги были собраны и практически весь следующий год Эфрон провёл в русском пансионе-санатории в замке д’Арсин в Верхней Савойе. Существует мнение, что именно в этом санатории произошло знакомство Эфрона с советской агентурой. Как вспоминала Ариадна, из санатория Эфрон вернулся окрепшим и бодрым, его жизнь сильно изменилась, он стал подолгу отлучаться из дома.
Эфрон начал занимать всё более просоветские позиции, начал читать советскую прессу и литературу. В 1932 году Цветаева писала в одном из писем: «С. Я. совсем ушёл в Сов. Россию, ничего другого не видит, а в ней видит только то, что хочет». В 1930-е годы Эфрон начал работать в «Союзе возвращения на родину», а также сотрудничать с советскими спецслужбами, — с 1931 года. Сергей Яковлевич являлся сотрудником Иностранного отдела ОГПУ в Париже. Использовался как групповод и наводчик-вербовщик, лично завербовал 24 человека из числа парижских эмигрантов. Нескольких завербованных им эмигрантов — Кирилла Хенкина, в частности, — он помог переправить в Испанию для участия в Гражданской войне. С 1935 года жил в Ванве около Парижа. К середине 1930-х принял твёрдое решение переехать в СССР, склонил к этому дочь Ариадну, пытался убедить других членов семьи. По словам Цветаевой, дома «темы, кроме Советского Союза, не было никакой».
Согласно одной из версий, Эфрон был причастен к убийству Игнатия Рейсса (Порецкого) (сентябрь 1937 года), советского разведчика, который отказался вернуться в СССР. Современные исследователи склонны считать что роль Эфрона в убийства Рейса сводилась к организации наружного наблюдения.

### В СССР

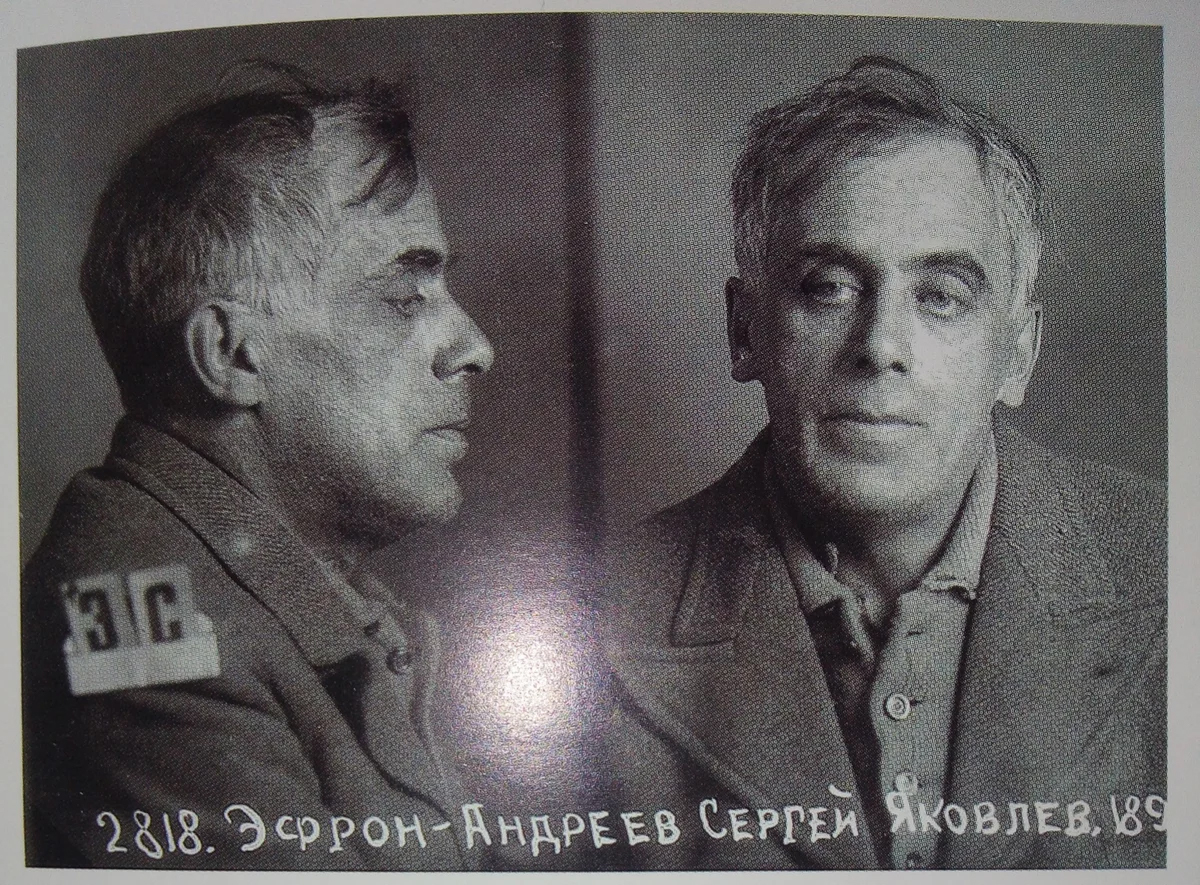
Тюремная фотография, 1939

В октябре 1937 спешно уехал в Гавр, откуда пароходом — в Ленинград.
В июне 1939 года в СССР выехала и Марина Цветаева с сыном, всегда выступавшая против возвращения в Советский Союз. По возвращении в Советский Союз Эфрону и его семье предоставлена государственная дача НКВД в подмосковном Болшево. Первое время ничто не предвещало беды. Однако, вскоре после возвращения Марины Цветаевой 27 августа арестовали их дочь Ариадну Эфрон.
10 октября 1939 года Эфрон арестован НКВД. В ходе следствия Эфрона разными способами (в том числе с помощью пыток — например, помещение зимой в холодный карцер) пытались склонить к даче показаний на близких ему людей, в том числе на товарищей из «Союза возвращения», а также на Цветаеву, однако он отказался свидетельствовать против них. После двух лет заключения и допросов физическое и психическое состояние Эфрона ухудшилось настолько, что его поместили в психиатрическое отделение Бутырской тюрьмы. Тюремный врач, проводивший его осмотр, фиксировал, что у Эфрона начались галлюцинации, по его словам, Эфрону казалось, что «в коридоре говорят о нём, что его должны взять, что его жена умерла, что он слышал название стихотворения, известного только ему и его жене». Врач отмечал, что Эфрона стали посещать мысли о самоубийстве, «чувство невероятного страха». Согласно заключению врача Эфрон
страдает частыми приступами грудной жабы, хроническим миокардитом, в резкой форме неврастенией, а поэтому работать с ним следственным органам можно при следующих обстоятельствах: 1) дневное занятие и непродолжительное время, не более 2—3 часов в сутки; 2) в спокойной обстановке; 3) при повседневном врачебном наблюдении; 4) с хорошей вентиляцией в кабинете
Цветаева написала несколько писем к Берии, прося за Эфрона, но безрезультатно. Эфрон был осуждён Военной коллегией Верховного суда СССР к высшей мере наказания 6 июля 1941 года по ст.ст. 58-1-а («измена Родине»), 58-8 («террор») и 58-11 УК РСФСР («участие в контрреволюционной организации „Евразия“»). В своём последнем слове заявил: «Я не был шпионом, я был честным агентом советской разведки». Решением Комиссии Политбюро ЦК ВКП(б) по судебным делам приговор оставлен в силе. 16 октября 1941 года был расстрелян на спецобъекте НКВД «Коммунарка» в составе группы из 136 приговорённых к высшей мере наказания заключённых, спешно сформированной в целях «разгрузки» тюрем прифронтовой Москвы.
Реабилитирован посмертно 22 января 1956 года ВКВС СССР.
Ариадна провела 8 лет в исправительно-трудовых лагерях и 6 лет в ссылке в Туруханском районе и была реабилитирована в 1955 году.

## Семья

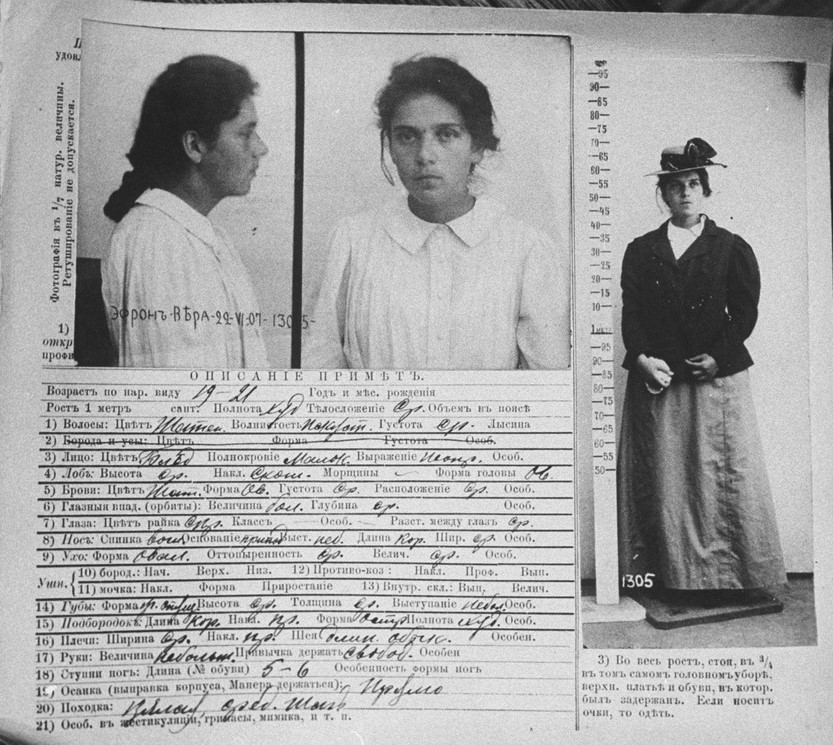
Полицейская карточка В. Эфрон, 1907 г.

- Брат — Пётр Яковлевич Эфрон (1881—1914), актёр, член партии эсеров; его жена — танцовщица и актриса немого кино Вера Михайловна Равич, в девичестве Натензон (1886—1971).
- Сестра — Анна Яковлевна Трупчинская (1883—1971), педагог.
- Сестра — Елизавета Яковлевна Эфрон (1885—1976), театральный режиссёр и педагог, хранительница архива семей Цветаевых и Эфрон.
- Сестра — Вера Яковлевна Эфрон (1888—1945), актриса Камерного театра (1915—1917), библиотекарь, жена правоведа Михаила Соломоновича Фельдштейна (1884—1939), профессора МГУ и Института народного хозяйства им. К. Маркса, сына писательницы Р. М. Хин. Расстрелян в 1939 году, реабилитирован посмертно. Их сын — биолог Константин Михайлович Эфрон (1921—2008), деятель природоохранного движения в СССР, председатель секции Охраны природы Московского общества испытателей природы.
- Брат — Константин Яковлевич Эфрон (1898—1910).
- Двоюродный брат — Никита Савельевич Эфрон, дерматовенеролог, профессор. Расстрелян в 1933 году в Москве, реабилитирован посмертно.
- Жена — Марина Ивановна Цветаева, поэтесса. Дети:
  - Ариадна Сергеевна Эфрон (1912—1975), переводчица прозы и поэзии, мемуарист, художница, искусствовед, поэтесса.
  - Ирина Сергеевна Эфрон (13.04.1917—15 (16?).02.1920), умерла от болезни и голода в Кунцевском детском приюте.
  - Георгий Сергеевич Эфрон («Мур») (01.02.1925—<?>.07.1944), погиб на фронте; по данным ОБД «Мемориал», похоронен в братской могиле в г. Браслав Витебской области. Опубликованы его дневники (03.1940—08.1943).

## Документальные фильмы
- «Марина Цветаева и Сергей Эфрон» Передача из цикла «Гении и злодеи» телеканала «Культура»
- Марина Цветаева Отрывки из цикла «Исторические хроники»

## Киновоплощения
- Карэн Бадалов в художественном сериале «Очарование зла», 2006 год.
- Роман Полянский в художественном фильме «Зеркала», 2013 год.
- Григорий Константинопольский «Никто не идеален», 2019 год.